# 櫻井みゆき
櫻井 みゆき（さくらい みゆき、12月16日 - ）は、日本の女性声優。東京都出身。Rush Style所属。

## 略歴
専門学校の体験説明会でプロの声優の芝居を見たことがきっかけで声優を目指すようになった。
2018年にアミューズメントメディア総合学院卒業後、RSアカデミー2期生を経て、2020年3月よりRush Styleに所属。

## 人物
趣味は菓子作り、料理の写真と動画を見ること。特技はバドミントン、なぎなた、ルービックキューブ。

## 出演
太字はメインキャラクター。

### テレビアニメ
2020年
- LALALACOCO（プーチ）

2023年
- 柚木さんちの四兄弟。（柚木湊）

2024年
- 逃げ上手の若君（尊氏〈幼少期〉）
- クレヨンしんちゃん（園児A）

2025年
- Sランクモンスターの《ベヒーモス》だけど、猫と間違われてエルフ娘の騎士として暮らしてます（冒険者）
- ゴリラの神から加護された令嬢は王立騎士団で可愛がられる（女生徒）
- 一瞬で治療していたのに役立たずと追放された天才治癒師、闇ヒーラーとして楽しく生きる（幼少期ゼノス）

### 劇場アニメ
- ウマ娘 プリティーダービー 新時代の扉（2024年、ルー[14]）

### ゲーム
- プリンセスコネクト!Re:Dive（2020年）
- モンスターストライク（2020年、おちせ）
- AFK:ジャーニー（2024年、カレリーナ）
- 無期迷途（2024年、ジェイン）

### ドラマCD
- 本好きの下剋上〜司書になるためには手段を選んでいられません〜 ドラマCD7（2022年）

### 吹き替え
- バト・ミツバにはゼッタイ呼ばないから（キム）

### 舞台
- KING OF PRISM-Rose Party on STAGE 2019-（2019年10月12日、パシフィコ横浜 国立大ホール） - 声の出演

### その他
- ドラえもん&Fキャラオールスターズ ゆめの町、Fランド（ドビンソン）[15]